# Ум ер Рбия
Ум ер Рбия на арабски: أم الربيع) е река в северозападната част на Мароко, вливаща се Атлантическия океан. Дълга е 556 km, а площта на водосборния ѝ басейн е 35 000 km². Река Ум ер Рбия води началото си на 2167 m н.в. под името Адмер Изем от северните склонове на планинската система на Среден Атлас. В горното течение тече на югозапад, в средното – на запад, а в долното – на северозапад, като образува голяма изпъкнала на юг дъга. До преградната стена Касба Задания е типично планинска река с бурно течение, множество бързеи и прагове, а след излизането си от планините е спокойна равнинна река. Влива се в Атлантическия океан при град Аземур, на 80 km югозападно от Казабланка. Основни притоци: леви – Ал Абид (най-голям приток), Тесаут; десни – Хибан. Има предимно дъждовно и частично снежно подхранване. Средният годишен отток на реката е 117 m³/s. През пролетта, по време на топенето на снеговете в планините и през зимата по време на дъждовете Ум ер Рбия е бурна и пълноводна река със среден отток около 2000 m³/s, а през летния сезон дебитът ѝ силно намалява. В долното ѝ течение, преди изхода ѝ на проморската низина е изграден язовирът „Кенидлат“, а на притока ѝ Ал Абид – язовирът „Бин ал Вудан“. Водите на двата язовира се използват за напояване, водоснабдяване и производство на електроенергия.